# Ahreansko, Kărdjali
Ahreansko (în bulgară Ахрянско) este un sat în comuna Ardino, regiunea Kărdjali,  Bulgaria. 

## Demografie
Componența etnică a satului Ahreansko
     Turci (90,69%)
     Nicio identificare (9,3%)
     Altele (0%)
La recensământul din 2011, populația satului Ahreansko era de 43 locuitori. Din punct de vedere etnic, majoritatea locuitorilor (90,69%) erau turci. Pentru 9,3% din locuitori nu este cunoscută apartenența etnică.